# Jehu Davis
John "Jehu" Davis, född 1738 i Worcester County i Maryland, död 11 maj 1802 i Kent County i Delaware, var en amerikansk politiker. Han var Delawares president från mars till juni 1789.
Delawares president Thomas Collins avled i mars 1789 och efterträddes av Davis. Vid den tidpunkten var Davis talman i Delawares representanthus. Talmansposten i Delawares senat var vakant och därför fick Davis tillträda som president. Han innehade ämbetet tills följande presidentval senare samma år.